# Nepheloleuca acuta
Nepheloleuca acuta là một loài bướm đêm trong họ Geometridae.